# Reserva natural de la defensa El Mollar-Quebrada del Portugués
La reserva natural de la defensa El Mollar-Quebrada del Portugués fue una de las áreas protegidas desarrolladas en terrenos militares de Argentina, que desde la promulgación de la ley n.º 27451 el 17 de abril de 2018 es parte integrante del parque nacional Aconquija. Dentro de este nuevo parque nacional este campo militar pasó a ser un área natural protegida núcleo con categoría de conservación de reserva nacional.
Posee 12 674 ha y está ubicada en el sur del departamento Tafí del Valle en el oeste de la provincia de Tucumán. Está administrada en conjunto por el Ejército Argentino y por la Administración de Parques Nacionales, hasta tanto sea integrada efectivamente al parque nacional Aconquija.

## Geografía de la reserva
Limita con la reserva provincial La Florida y se halla a 26°59′31.36″S 65°47′35.95″O / -26.9920444, -65.7933194 en los faldeos de la sierra de Aconquija. Pertenece a la ecorregión altoandina y de Yungas y cuenta con presencia de selva basal, bosque de alisos y pastizales de altura.   
Se cree que en la reserva existen especies amenazadas como la pava del monte, el loro hablador, el loro choclero y el mirlo de agua.
El área de la reserva presenta recursos paleontológicos, arqueológicos, históricos y culturales

## Reservas naturales de la defensa
La posibilidad de que los territorios asignados a las Fuerzas Armadas argentinas pudieran tener paralelamente una misión en la protección del patrimonio biológico ha sido un anhelo de la comunidad conservacionista de ese país durante décadas. Gestiones de varias ONG permitieron acercar posiciones y el 14 de mayo de 2007 se firmó el Convenio Marco de Cooperación entre el Ministerio de Defensa y la Administración de Parques Nacionales, por el cual se crearon las reservas naturales de la defensa. Este acuerdo permite declarar Espacio de Interés para la Conservación de la Biodiversidad (ENIC) a los territorios de las fuerzas armadas que poseen interés conservacionista, espacios naturales que pasan a ser administrados de forma conjunta por ambas jurisdicciones. Para cada reserva se deben constituir comités locales de gestión. Hasta que no se lo indique en el Plan Rector, las visitas del público en general están vedadas.

## Creación de la reserva
La reserva natural de la defensa Quebrada del Portugués (nombre dado en el protocolo) fue creada el 9 de diciembre de 2014 mediante el protocolo adicional n.º 9 al Convenio Marco de Cooperación entre el Ministerio de Defensa y la Administración de Parques Nacionales en el predio denominado Estancia El Mollar. El artículo 2 del protocolo adicional establece que ambas partes deben establecer en la reserva una zonificación que contemple las actividades militares y los objetivos de conservación de recursos naturales y culturales. Deben también constituir un comité ejecutivo local y un plan de manejo.

## Incorporación al parque nacional Aconquija
El 28 de diciembre de 2016 la Legislatura de Tucumán sancionó la ley provincial n.º 8980 mediante la cual cedió al Estado Nacional la jurisdicción ambiental y parcial sobre ocho inmuebles. La cesión de jurisdicción se realizó bajo las condiciones de que el Estado Nacional crease por ley en el plazo de cinco años el  parque nacional Aconquija, incluyendo en él a los ocho inmuebles, al existente parque nacional Campo de los Alisos y a la reserva natural de la defensa El Mollar-Quebrada del Portugués. La ley fue promulgada el 16 de enero de 2017.
El 4 de julio de 2018 fue sancionada la ley nacional n.º 27451 que aceptó la cesión de jurisdicción ambiental hecha por Tucumán y creó el parque nacional Aconquija.